# Apexacuta
Apexacuta is een geslacht van vlinders in de onderfamilie Satyrinae van de familie Nymphalidae.

## Soorten
- Apexacuta astoreth
- Apexacuta improvisa
- Apexacuta orsedice
- Apexacuta superior